# 俄斯特拉發礦工足球俱樂部
俄斯特拉法礦工足球俱樂部（捷克語：FC Baník Ostrava） 是位於捷克西里西亞地區俄斯特拉發的一家足球俱樂部，成立於1922年。
球隊的最大對手是首都球隊布拉格斯巴達及同州德比對手奥帕瓦。

## 外部連結
- 官方網站